# Fabien Le Coguic
Fabien Le Coguic (né le 9 mai 1991 à Pontivy en Bretagne) est un coureur cycliste français. Il pratique le cyclisme sur route et le cyclisme sur piste.

## Palmarès sur route
- 2010
  - Ronde du Porhoët
- 2012
  - Grand Prix de Lorient-Lanveur
- 2013
  - Boucles du Val d'Oust et de Lanvaux
  - 2e du Circuit du Morbihan
  - 2e de la Flèche de Locminé
  - 2e du Grand Prix de Plénée-Jugon
  - 2e du Tour de Belle-Île-en-Mer
  - 3e du Chrono de Tauxigny
  - 3e du Chrono morbihannais
- 2014
  - 1re étape de la Flèche d'Armor
  - Grand Prix de Plénée-Jugon
  - 2e de la Flèche d'Armor
  - 2e du Grand Prix du Christr'Per
  - 3e du championnat de Bretagne sur route

## Palmarès sur piste

### Championnats d'Europe
- Anadia 2013
  -  Médaillé d'argent de la poursuite par équipes espoirs

### Championnats de France
- Baie-Mahault 2009
  -  Champion de France de l'américaine juniors (avec Nicolas Janvier)
  - 2e de la poursuite par équipes juniors
- Saint-Denis-de-l'Hôtel 2011
  -  Champion de France de poursuite individuelle espoirs
  - 2e de la poursuite par équipes
- Bordeaux 2012
  - 2e de l'américaine
  - 3e de l'omnium
- Saint-Quentin-en-Yvelines 2014
  - 3e de l'omnium

### Championnats de Bretagne
- 2013
  -  Champion de Bretagne de poursuite